# Campeonato Mundial de Ciclocross de 2013
O Campeonato Mundial de Ciclocross de 2013 foi a edição 64 dos Campeonato Mundial de Ciclocross. Teve lugar a 2 de fevereiro de 2013, em Louisville, Kentucky, Estados Unidos.

## Programa
Estes campeonatos estão organizados pela UCI.
Sábada 2 de fevereiro
- 9:45 Júniores
- 11:00 U23
- 12:30 Mulheres
- 14:30 Homens

Devido ao risco de inundações, os horários programados inicialmente foram mudados. O programa inicial era o seguinte:
| Sábada 2 de fevereiro - 11:00 Júniores - 14:30 U23 | Domingo 3 de fevereiro - 11:00 Mulheres - 14:30 Homens |

## Resultados

### Carreira masculina
Sven Nys, considerado o maior corredor de ciclocross, ganhou seu segundo campeonato mundial.
| Pos. | Corredor            | País          |    | Tempo           |
| ---- | ------------------- | ------------- | -- | --------------- |
|      | Sven Nys            | Bélgica       | em | 1 h 05 min 35 s |
|      | Klaas Vantornout    | Bélgica       | +  | 2 s             |
|      | Lars van der Haar   | Países Baixos |    | 25 s            |
| 4.   | Bart Wellens        | Bélgica       |    | 41 s            |
| 5.   | Philipp Walsleben   | Alemanha      |    | 44 s            |
| 6.   | Julien Taramarcaz   | Suíça         |    | m.t             |
| 7.   | Radomír Šimůnek jr  | Chéquia       |    | 1 min 15 s      |
| 8.   | Niels Albert        | Bélgica       |    | 1 min 19 s      |
| 9.   | Thijs van Amerongen | Países Baixos |    | 1 min 31 s      |
| 10.  | Martin Bina         | Chéquia       |    | m.t             |

### Carreira feminina
| Pos. | Corredore             | País           |    | Tempo       |
| ---- | --------------------- | -------------- | -- | ----------- |
|      | Marianne Vos          | Países Baixos  | em | 44 min 00 s |
|      | Katherine Compton     | Estados Unidos | +  | 1 min 34 s  |
|      | Lucie Chainel-Lefèvre | França         |    | 2 min 10 s  |
| 4.   | Katerina Nash         | Chéquia        |    | 2 min 12 s  |
| 5.   | Sanne van Paassen     | Países Baixos  |    | 2 min 15 s  |
| 6.   | Eva Lechner           | Itália         |    | 2 min 17 s  |
| 7.   | Jasmin Achermann      | Suíça          |    | 2 min 36 s  |
| 8.   | Sabrina Stultiens     | Países Baixos  |    | 3 min 06 s  |
| 9.   | Ellen Van Loy         | Bélgica        |    | 3 min 18 s  |
| 10.  | Kaitlin Antonneau     | Estados Unidos |    | 3 min 19 s  |

### Carreira U23
| Pos. | Corredore               | País          |    | Tempo       |
| ---- | ----------------------- | ------------- | -- | ----------- |
|      | Mike Teunissen          | Países Baixos | en | 48 min 40 s |
|      | Wietse Bosmans          | Bélgica       | +  | 14 s        |
|      | Wout van Aert           | Bélgica       |    | 22 s        |
| 4.   | Tijmen Eising           | Países Baixos |    | 35 s        |
| 5.   | Jens Adams              | Bélgica       |    | 38 s        |
| 6.   | Laurens Sweeck          | Bélgica       |    | 54 s        |
| 7.   | Michiel van der Heijden | Países Baixos |    | 1 min 05 s  |
| 8.   | Michael Vanthourenhout  | Bélgica       |    | 1 min 15 s  |
| 9.   | Corne van Kessel        | Países Baixos |    | 1 min 29 s  |
| 10.  | Gianni Vermeersch       | Bélgica       |    | 1 min 34 s  |

### Carreira júniores
Mathieu van der Poel dominou esta temporada na categoria júnior.
| Pos. | Corredore            | País           |    | Tempo       |
| ---- | -------------------- | -------------- | -- | ----------- |
|      | Mathieu van der Poel | Países Baixos  | en | 40 min 47 s |
|      | Martijn Budding      | Países Baixos  | +  | 57 s        |
|      | Adam Toupalik        | Chéquia        |    | 1 min 19 s  |
| 4.   | Logan Owen           | Estados Unidos |    | 1 min 23 s  |
| 5.   | Nicolas Cleppe       | Bélgica        |    | 1 min 25 s  |
| 6.   | Dominic Grab         | Suíça          |    | 1 min 33 s  |
| 7.   | Yannick Peeters      | Bélgica        |    | 1 min 38 s  |
| 8.   | Quinten Hermans      | Bélgica        |    | 1 min 47 s  |
| 9.   | Ben Boets            | Bélgica        |    | 2 min 02 s  |
| 10.  | Léo Vincent          | França         |    | 2 min 33 s  |

## Medalheiro
|   | País           |   |   |   | Total |
| - | -------------- | - | - | - | ----- |
| 1 | Países Baixos  | 3 | 1 | 1 | 5     |
| 2 | Bélgica        | 1 | 2 | 1 | 4     |
| 3 | Estados Unidos | 0 | 1 | 0 | 1     |
| 4 | França         | 0 | 0 | 1 | 1     |
| 4 | Chéquia        | 0 | 0 | 1 | 1     |